# Berglihorn
Berglihorn är en bergstopp i Schweiz. Den ligger i kantonen Glarus, i den östra delen av landet, 130 km öster om huvudstaden Bern. Toppen på Berglihorn är 2 427 meter över havet.